# فورت آندر تریستینگ
فورت آندر تریستینگ (به آلمانی: Furth an der Triesting) یک منطقهٔ مسکونی در اتریش است که در ناحیه بادن واقع شده‌است. فورت آندر تریستینگ ۸۱۹ نفر جمعیت دارد.